# Gagea ugamica
Gagea ugamica är en liljeväxtart som beskrevs av Nikolai Vasilievich Pavlov. Gagea ugamica ingår i Vårlökssläktet och i familjen liljeväxter. Inga underarter finns listade.